# Moncoutant-sur-Sèvre
Moncoutant-sur-Sèvre is een fusiegemeente (commune nouvelle) in het Franse departement Deux-Sèvres (regio Nouvelle-Aquitaine). De plaats maakt deel uit van het arrondissement Bressuire. Moncoutant-sur-Sèvre is op 1 januari 2019 ontstaan door de fusie van de gemeenten Le Breuil-Bernard, La Chapelle-Saint-Étienne, Moncoutant, Moutiers-sous-Chantemerle, Pugny en Saint-Jouin-de-Milly. 

## Demografie
Onderstaande figuur toont het verloop van het inwonertal (bron: INSEE-tellingen).
Moncoutant-sur-Sèvre telde in 2017 5046 inwoners.